# Gaudí (metropolitana di Barcellona)
Gaudí è una stazione della metropolitana di Barcellona mai entrata in esercizio pur essendo stata completata. Si trova sul percorso della linea L5 tra le stazioni Sagrada Família e Sant Pau-Dos de Maig. Al suo livello superiore c'è la sede delle associazioni dei lavoratori di Transports Metropolitans de Barcelona in pensione.

## Storia
La stazione fu completata pronta per l'esercizio nel 1960, nell'ambito dell'allora linea II ma pochi mesi dopo fu attuata la modifica di progetto che la trasformò nell'attuale linea 5 con conseguente incorporazione della stazione nel tracciato di quest'ultima. In seguito a questa modifica, Gaudí si sarebbe venuta a trovare a poche decine di metri di distanza dalla già operativa stazione Sagrada Família, appartenente alla stessa linea, e fu deciso che non sarebbe stata utilizzata. Nonostante questo, è la stazione fantasma della metropolitana di Barcellona meglio conservata. Il comune di Barcellona l'ha utilizzata come base per studi statistici sulla frequenza dei treni ed è stata utilizzata anche per girarvi spot pubblicitari.